# Two the Hard Way
Two the Hard Way — совместный альбом американской певицы и актрисы Шер и американского рокера Грегга Оллмана, выпущенный в ноябре 1977 на лейбле Warner Bros. Records. Альбом был раскритикован и успеха не имел, было продано около 550 тыс. копий LP в мире.

## Об альбоме
В 1976 году Шер вышла замуж за южноамериканского рокера Грегга Оллмэна, и, несмотря на недолгую и скандальную семейную жизнь, они нашли время, чтобы записать совместную пластинку. Альбом, выпущенный под их псевдонимом Allman and Woman, был спродюсирован самим Оллмэном и его друзьями Johnny Sandlin и John Haeny, которые ранее написали несколько хитов для его группы The Allman Brothers Band.
Альбом был плохо принят критиками, в книге 1979 года Rolling Stone Record Guide о нём было написано: «трудно вообразить более несовместимых певцов…», в книге альбом был оценён как «никчёмный». Однако, многие оценили сольные песни исполнителей: песню Шер «Island» с этой пластинки, критики называли едва ли не лучшей её песней со времён Stars.
Альбом был выпущен не в самое удачное время, Шер и Грегг были на обложке журнала High Times с заголовком Narc Couple of the Year, так как Оллмэн сдал полиции некоторых своих друзей и помощников группы, чтобы избежать попадания в тюрьму по обвинениям в хранении наркотиков. Two the Hard Way не имел коммерческого успеха и к 1983 году альбом был снят с продаж.
Два сингла, выпущенных с альбома, были не замечены публикой и в чарты не попали. Альбом, как и другие релизы Шер на Warner Bros. Records, не был издан на компакт-диске.

## Турне
В рамках промокампании альбома, Шер и Оллмэн отправились в мини-тур Two the Hard Way Tour. Из-за провала диска, пара почти не выступала в США.
К началу турне, Шер окончательно закончила работу над временно возрожденным шоу Час комедии с Сонни и Шер, а группа Оллмэна была на грани распада. Во время европейской части тура пара посетила Нидерланды, Бельгию, Францию, Англию, Уэльс, Шотландию и Западную Германию. Турне началось 6 ноября 1977 года, планировалось 29 выступлений, однако, 3 декабря Шер резко возвратилась в США с детьми.
Пара выступала с группой из 8-ми человек. Материал для шоу был отобран ими обоими и включал в себя как сольные хиты Оллмэна, так и их многочисленные дуэты. Во время выступлений Шер носила майку, джинсы и ковбойскую шляпу. Во время шоу пара подшучивала друг над другом, но не так, как это было у Сонни и Шер.
В ноябре 1977-го, после первого шоу в Бельгии, Оллмэн сказал, что испытывал некоторое беспокойство, так как до этого они не выступали вместе и не знали как их примут зрители. Шер сказала: «это необычно, но я также не нахожу трудностей в исполнении материала в таком стиле… Мне кажется, что мы уже давно поем вместе».
Это турне привело к окончательному распаду пары. По соглашению, подписанному перед началом тура, Грегг избавился от наркотической и алкогольной зависимости. Однако, Шер вскоре узнала, что Оллмэн снова взялся за старое и, не дожидаясь окончания тура, объявила ему о разводе.
Были записаны концерты в Океании и Японии, но, скорее всего, они так и останутся неизданными. Три видео с японских концертов низкого качества в начале 2008 года появились на Youtube, Шер появилась только в одном из них. Пара в рамках промоальбома появилась на шоу The Old Grey Whistle Test, где они исполнили «Love Me» и «Move Me», редкие кадры с этого выступления можно увидеть в документальных фильмах Still Cher и A&E Biography Cher.

## Список композиций
| №  | Название                         | Автор(ы)                                           | Длительность |
| -- | -------------------------------- | -------------------------------------------------- | ------------ |
| 1. | «Move Me»                        | Fred Beckmeier, Cameron                            | 2:58         |
| 2. | «I Found You Love»               | Alan Gordon                                        | 3:58         |
| 3. | «Can You Fool»                   | Michael Smotherman                                 | 3:21         |
| 4. | «You've Really Got a Hold on Me» | Smokey Robinson                                    | 3:18         |
| 5. | «We're Gonna Make It»            | Billy Davis, Carl Smith, Raynard Miner, Gene Barge | 3:15         |
| 6. | «Do What You Gotta Do»           | Jimmy Webb                                         | 3:26         |

| №  | Название                                | Автор(ы)                                          | Длительность |
| -- | --------------------------------------- | ------------------------------------------------- | ------------ |
| 1. | «In For the Night»                      | Ed Sanford, Johnny Townsend                       | 3:34         |
| 2. | «Shadow Dream Song» (Gregg Allman solo) | Jackson Browne                                    | 3:43         |
| 3. | «Island» (Cher solo)                    | Gregg Allman, Tony Colton, Johnny Neel, Dan Toler | 4:25         |
| 4. | «I Love Makin' Love to You»             | Benjamin Weisman, Evie Sands, Richard Germinero   | 3:49         |
| 5. | «Love Me»                               | Jerry Leiber, Mike Stoller                        | 2:48         |

## Над альбомом работали
- Шер — вокал
- Грегг Оллмэн — вокал, музыкальный продюсер, клавишные
- Johnny Sandlin — музыкальный продюсер
- John Haeny — музыкальный продюсер
- Tom Flye — инженер
- David Pinkston — ассистент инженера
- Neil Larsen — клавишные
- Ricky Hirsch, John Leslie Hug, Fred Tackett, Scott Boyer — гитара
- Randall Bramblett, Harvey Thompson, Ronnie Eades — саксофон
- Harrison Calloway, Jim Horn — горн
- Harry Langdon — фото
- Ben Cauley — труба
- Dennis Good — тромбон
- Mickey Raphael — гармоника
- Bobbye Hall — ударные
- Willie Weeks — басист
- Bill Stewart — барабанщик